# Nóra Edöcsény
Nóra Edöcsény-Hóbor (Budapeste, 2 de fevereiro de 1974) é uma triatleta profissional húngara.

## Carreira
Nóra Edöcsény competidora do ITU World Triathlon Series, disputou os Jogos de Sydney 2000, ficando em 19º.